# سیلوان کالزاتی
سیلوان کالزاتی (فرانسوی: Sylvain Calzati‎؛ زادهٔ ۱ ژوئیهٔ ۱۹۷۹) دوچرخه‌سوار اهل فرانسه است.
از باشگاه‌هایی که در آن رکاب زده‌است می‌توان به تیم دوچرخه‌سواری کوفیدیس، تیم دوچرخه‌سواری بارلوورد، آر.ای.ژ.تی. سمنس، آژ۲آر لا موندیال، تیم دوچرخه‌سواری اگریتوبل، تیم اسکای، و تیم دوچرخه‌سواری فورتونئو–اسکارو اشاره کرد.